# میونل، قویترین گربه دنیا
میونل، قویترین گربه دنیا با نام اصلی هیتکلیف (به انگلیسی: Heathcliff) سری دوم این سریال تلویزیونی انیمیشنی که توسط کشور کانادا، آمریکا و فرانسه بین سالهای ۱۹۸۴ تا ۱۹۸۸ میلادی در ۲ فصل و در ۸۶ قسمت ۲۲ دقیقه ای تولید و پخش شد. این سریال در ایران به نام میونل، قویترین گربه دنیا شناخته می‌شود.
سری نخست این سریال تلویزیونی بین سال‌های ۱۹۸۰ تا ۱۹۸۱ در دو فصل و در ۲۶ قسمت ساخته شد.
هیتکلیف نخستین بار به‌دست جورج گیتلی کارتونیست آمریکایی، طراحی و آفریده شد و به شکل کمیک استریپ در نشریات چاپ شد.